# Michael Storm
Pour les articles homonymes, voir Storm.
Michael Storm (né le 22 août 1959 dans le Comté d'Arlington en Virginie) est un pentathlonien moderne américain. Il participe aux Jeux olympiques d'été de 1984 et remporte la médaille d'argent dans la compétition par équipes.
Michael Storm étudie à l'Université de Pennsylvanie où il était un escrimeur et un nageur.
Storm était un escrimeur de haut niveau, champion junior des États-Unis en 1978, et champion junior des États-Unis en 1979 et 1980 en pentathlon moderne.
Il a participé aux Championnats du monde juniors 1978-80 en pentathlon moderne et aux Championnats du monde juniors 1978-79 en escrime.

## Palmarès

### Jeux olympiques
- Jeux olympiques de 1984 à Los Angeles,  États-Unis
  -  Médaille d'argent par équipes[1].